# Варош (квартал на Прилеп)
Вижте пояснителната страница за други значения на Варош.
Вижте пояснителната страница за други значения на Вароша.
Ва̀рош (на македонска литературна норма: Варош) е краен квартал на град Прилеп, Северна Македония.

## География
Варошът е разположен западно от центъра на града.

## История
В края на X век Варош е седалище на епископия. Църквите „Свети Димитър“ и „Свети Никола“ са от ХІІІ век, „Св. св. Петър и Павел“, „Свети Атанасий“ и манастирът „Свети Архангел“ са от XIV век, а „Въведение Богородично“ („Света Богородица Пречиста“) е от XV век.
В обобщен списък на джизието на немюсюлманите от селата от вакъфите на починалия султан Сюлейман в казата Пирлепе от 9 ноември 1615 година са отбелязани 135 ханета (домакинства) във Варош. В списък (иджмал дефтер) на селищата от вакъфа на султан Сюлейман в Морихова от 14 февруари 1628 година във Варош са отбелязани 131 ханета.
През ХІХ век Варош е чисто българско село в Прилепска каза на Османската империя. В „Етнография на вилаетите Адрианопол, Монастир и Салоника“, издадена в Константинопол в 1878 година и отразяваща статистиката на населението от 1873 година, Варош (Varoch) е посочено като село със 113 домакинства и 585 жители българи.
Според статистиката на Васил Кънчов („Македония. Етнография и статистика“) от 1900 г. Варош има 1380 жители българи християни и 12 цигани.
На Етнографската карта на Битолския вилает на Картографския институт в София от 1901 година Варош е чисто българско село в Прилепската каза на Битолския санджак с 210 къщи.
В началото на XX век българското население на селото е под върховенството на Българската екзархия. По данни на секретаря на екзархията Димитър Мишев („La Macédoine et sa Population Chrétienne“) през 1905 година във Варош (Varoche) има 1680 българи екзархисти и работи българско училище.
При избухването на Балканската война в 1912 година 13 души от Варош са доброволци в Македоно-одринското опълчение.
Според преброяването от 2002 година селото има 3458 жители.
| Националност | Всичко |
| македонци    | 3436   |
| албанци      | 0      |
| турци        | 0      |
| роми         | 7      |
| власи        | 1      |
| сърби        | 11     |
| бошняци      | 0      |
| други        | 3      |

## Личности
Родени във Варош
- Александър Пепелюгов, прилепски селски войвода на ВМОРО, убит от турци[12]
- Боро Митрикески (1927 - 2018), скулптор от Република Македония, академик
- Боян Барлаков (1881 – след 1943), български революционер от ВМОРО
- Гьорче Петров (1865 – 1921), български революционер, водач на ВМОРО
- Димитър Илиев (1895 – 1957), български общественик
- Димитър Янчулев (1861 – след 1949), български просветен и църковен деец
- Димко К. Чавлев (? - 1905), четник от ВМОРО, загинал край местността Църници в сражение с турците[13]
- Дончо Северков (? - 1942), войвода на ВМРО, убит от партизаните[13]
- Иван Пепелюгов, деец на ВМОРО, участвал в убийството на сърбоманския войвода Вангел Скопянчето в 1915 година[14]
- Иван Смичков (1878 – 1933), български революционер, войвода на ВМОРО
- Йордан Попев – Варошлия (? - 1903), български четник от ВМОРО, убит в сражението при Чанище[13]
- Йордан Николов, български просветен деец, директор на Солунската девическа гимназия
- Кирил Янчулев (1889 – 1961), български военен деец, генерал-майор
- Костадин Дингов (около 1815 – 1895), български духовник и общественик
- Кръсто Славов, български революционер от ВМОРО, четник на Бончо Василев[15]
- Мице Козароски (1910-1942), югославски партизанин и деец на НОВМ
- Сотир Пепелюгов, български военен деец, полковник
- Тоде Диме Терзия, българин, православен, арестуван преди април 1904 година, обвинен в „набавяне на обувки за българските разбойници даване на убежище“, осъден от Извънредния съд на 3 години каторга, лежал в Битолския затвор, амнистиран с общата амнистия от 12 април 1904 година[16]

Починали във Варош
- Григор Марков Соколов (1901 – 1944), български военен деец, майор, загинал през Втората световна война[17]